# Fiodor Vassilievitch Kamkov
Fiodor Vassilievitch Kamkov (en russe : Фёдор Васи́льевич Камко́в), né le 25 février 1898 dans l'Empire russe et décédé le 18 juillet 1951 en URSS, est un militaire soviétique, lieutenant-général.

## Biographie
Il est né à Saint-Pétersbourg. Il rejoint l'armée impériale russe en 1916 et participe à la Première Guerre mondiale sur le Front du Sud-Ouest (Première Guerre mondiale). En 1918 il rejoint l'armée rouge. En 1920, il participe à la guerre civile russe dans la 14e division de cavalerie en Ukraine. Il participe à la Guerre soviéto-polonaise. Il commande un escadron de cavalerie dans le 79e régiment de Cavalerie.
Dans l'Entre-deux-guerres il rejoint la 14e division de cavalerie dans le district militaire de Moscou, il commande le 58e régiment de cavalerie. En 1924, il est diplômé de l'École Supérieure de Cavalerie de Leningrad. En juillet 1931 il commande le 34e Régiment de Cavalerie dans la 6e Division de Cavalerie dans le district militaire de Biélorusse. En juillet 1937, il commande la 7e Division de Cavalerie dans le cadre du 3e Corps de Cavalerie et participe à la Campagne de Pologne (1939). Le 4 juin 1940, il est nommé major-général. En juin 1940, il commande la 29e division motorisée dans le district militaire de Kiev. En mars 1941, durant la Seconde Guerre mondiale il commande du 5e corps de cavalerie au seine de la 6e armée du front sud-ouest. De novembre 1941 en octobre, 1942 il commande la 18e armée durant la Bataille de Rostov (1941). En mars 1942, il est nommé lieutenant-général. En octobre 1942, il commande la 47e armée du Front de Transcaucasie. En janvier 1943, il est membre du Conseil militaire du Front de Transcaucasie. En 1944, il commande la 40e armée et participe à la bataille de Debrecen. En novembre 1944, il commande le 1er groupe de cavaliers mécanisés sur le Quatrième front ukrainien. En avril 1945, il commande le 4e corps de cavalerie cosaque et participe à l'Offensive Prague.
Après la guerre, il commande le 4e corps de cosaques. En décembre 1946, il commande la 4e Divisions de Cavalerie. En novembre 1949, il commande adjoint le district militaire du Caucase du Nord. Il décède le 18 juillet 1951 à Rostov-sur-le-Don.

## Décorations
- Ordre de Lénine (22 octobre 1941, 21 février 1945)
- Ordre de l'étoile rouge (1938, 3 novembre 1944, 1948)
- Ordre de Koutouzov (28 avril 1945)
- Ordre de Souvorov (13 juin 1944)
- Ordre de l'étoile rouge (1939)